# Jegunovce
Jegunovce (en macédonien : Јегуновце  ; en albanais : Jegunovcë) est une commune du nord-ouest de la Macédoine du Nord. Elle comptait 8 895 habitants en 2021 et s'étend sur 176,63 km2. Elle compte une importe minorité albanaise.
Son territoire est limitrophe de ceux des communes de Tearce, Saraj (Skopje), Želino et Tetovo ainsi que par le Kosovo. La commune se trouve dans la plaine du Polog et au pied des monts Šar qui la séparent du Kosovo au nord. En 2003, la commune de Vratnica, considérée trop petite, a fusionné avec elle.
La commune compte plusieurs villages en plus de son siège administratif, Jegunovce : Belovichté, Vratnitsa, Jiltché, Yajintsé, Yantchichté, Kopantsé, Orachyé, Podbrégué, Prélyoubichté, Raotintsé, Rataé, Rogatchevo, Siritchino, Staro Selo, Toudentsé et Chemchevo.
Jegunovce est née après 1945, avec la création de l'usine Jugohrom, spécialisée dans le traitement du chrome, extrait à proximité. L'usine, rebaptisée Silmak en 2002, a fermé ses portes en 2006.

## Démographie
Lors du recensement de 2002, la commune comptait :
- Macédoniens : 5 963 (55,3 %)
- Albanais : 4 642 (43 %)
- Serbes : 109 (1 %)
- Autres.